# Rhyparochromus vulgaris
Espèce
Synonymes
- Pachymerus vulgaris Schilling, 1829[2]
- Raglius vulgaris (Schilling, 1829) - (préféré par BioLib)[2]
- Rhyparochromus vulgaris (Schilling, 1829)[2]

Rhyparochromus vulgaris est une espèce d'insectes hémiptères (punaises) de la famille des Rhyparochromidae. On la trouve en Afrique, en Europe, en Amérique du Nord et dans de nombreux pays asiatiques.